# NGC 4938
NGC 4938 is een spiraalvormig sterrenstelsel in het sterrenbeeld Jachthonden. Het hemelobject werd op 17 februari 1831 ontdekt door de Britse astronoom John Herschel.

## Synoniemen
- MCG 9-21-91
- ZWG 270.42
- PGC 45044